# Cao Zhang
Cao Zhang (chinesisch 曹彰, Pinyin Cáo Zhāng, W.-G. Ts'ao Chang; Zì 子文,  Ziwén,  Tzu-wen; * 189 in China; † 223 in China) war ein Sohn des Warlords Cao Cao während der späten Han-Dynastie und zur Zeit der Drei Reiche. Er war außerdem ein General unter seinem Vater und hatte seine Armee zu glänzenden Siegen über den Wuhuan-Stamm geführt.

## Leben
Cao Zhang war der vierte Sohn von Cao Cao mit Prinzessin Bian. Er zeichnete sich schon in seiner Jugend im Bogenschießen und im bewaffneten Zweikampf aus. Obwohl Cao Cao sein Desinteresse an akademischen Studien bemängelte, konnte sich Cao Zhang keine andere Karriere als eine militärische vorstellen.
Er heiratete eine Tochter von Sun Ben, einem General des südlichen Warlords Sun Quan, mit dem Cao Cao vor der Schlacht von Chibi (208) Verständigung suchte. Sie gebar ihm die Söhne Cao Kai, Cao Wen und Cao Ti.
Als die Wuhuan-Stämme sich 218 an der nördlichen Grenze des Wei-Reiches erhoben, führte Cao Zhang als General der Entschlossenen Kavallerie eine Armee aus Infanterie und Kavallerie gegen sie. Weil aber die Rebellen zahlenmäßig überlegen waren, zog sich Cao Zhang in die Defensive zurück und verteidigte alle wichtigen Pässe und Routen. Weil die Rebellen nicht mehr vorankamen, gaben sie auf und zogen sich zurück. Cao Zhang, obwohl verwundet, führte ihre Verfolgung an. Der Xianbei-Anführer Kebineng musterte eine 10.000 Mann starke Armee, die vornehmlich aus Reitern bestand, um die Entwicklungen zu verfolgen. Als er Cao Zhangs glorreichen Sieg sah, unterwarf er sich ihm. Damit waren die unruhigen Zeiten an der nördlichen Grenze vorbei.
Cao Zhang eilte darauf nach Westen, um sich im Hanzhong-Feldzug gegen Liu Bei zu beteiligen. Als er Chang’an erreichte, merkte er, dass der Krieg schon verloren war. Cao Cao beförderte ihn dennoch zum General der Elitekavallerie und ließ ihn in Chang’an, um es gegen weitere Angriffe von Seiten Liu Beis zu verteidigen.
Kurz nachdem Cao Cao 220 nach Luoyang zurückkehrte, erkrankte er. Als Cao Zhang noch auf dem Weg zu ihm war, starb Cao Cao schon. Sein Nachfolger Cao Pi schickte all seine Brüder, auch Cao Zhang, zurück auf ihre vorigen Posten, weil er fürchtete, dass sie um seine Position streiten würden. 222 ernannte er Cao Zhang zum König von Rencheng. Im folgenden Jahr erkrankte Cao Zhang, als er sich an den Kaiserhof in der Hauptstadt begeben wollte. Er starb bald darauf und erhielt postum den Titel General Wei (= mutgebend).
Cao Zhangs Enkel Cao Fang, ein Sohn Cao Kais, wurde später vom Kaiser Cao Rui adoptiert und folgte ihm 239 auf den Thron.